# Bathymargarites
Bathymargarites is een geslacht van weekdieren uit de klasse van de Gastropoda (slakken).

## Soort
- Bathymargarites symplector Warén & Bouchet, 1989